# Uddannelsesmetoder
uddannelse foregår på mange måder. Klasseundervisning, forelæsning, holdundervisning, studiegrupper, fjernundervisning (brevskole og e-learning) og selvlæring.
Ved selvlæring er det ofte således at en gruppe personer mødes for at støtte hinanden, ved positiv tilkendegivelse og påpege områder, der kunne gøres bedre, for at blive bedre til et emne. F.eks. til præsentationsteknik, foredrag eller taler til små og store forsamlinger. 
| Skole | Spire Denne artikel om en skole, en uddannelsesinstitution eller uddannelse er en spire som bør udbygges. Du er velkommen til at hjælpe Wikipedia ved at udvide den. |